# Рихтовочная машина
Рихтовочная машина — путевая машина для выправки в плане (рихтовки) железнодорожного пути. Применяется на железнодорожном транспорте при строительстве, ремонте и текущем содержании пути.

## История появления
До 1970-х годов рихтовка пути выполнялась гидравлическими путевыми домкратами, путеподъёмниками с механизмом сдвижки путевой решётки, а также специальным навесным устройством на электробалластёре. В середине 1970-х годов для железных дорог СССР разработаны специализированные рихтовочные машины: самоходная машина Р-2000 и прицепной путерихтовщик (ПРБ) системы инженера В. X. Балашенко.

## Самоходная рихтовочная машина
Самоходная рихтовочная машина производит выправку пути с помощью захватных роликов, приводимых в действие гидроцилиндрами и удерживающих рельсо-шпальную решётку при сдвижке и рихтовке. Рихтовочная контрольно-измерительная система машины аналогична системе, установленной на выправочно-подбивочно-рихтовочной машине. Метод рихтовки основан на сравнении стрел изгиба пути, замеренных в двух точках. Рихтовка пути производится способом сглаживания, способом фиксированных точек (по расчёту) и другими (например, по лазерному лучу и оптическим визированием).
При рихтовке способом сглаживания изменение положения трос-хорды, соответствующее отклонению пути в плане, вызывает смещение ползунков потенциометров датчиков стрел изгиба и, следовательно, изменение напряжения, которое пропорционально стреле прогиба пути. На электронном устройстве сравнения появляется сигнал рассогласования, который свидетельствует о том, что отношение стрел прогибов (и напряжений) в двух точках не составляет постоянной величины 1,36. При этом по сигналу в следящий золотник включается механизм рихтовки, работающий до тех пор, пока не произойдёт выправка пути и отклонение не станет равным 1,36.
При рихтовке способом фиксированных точек проводится предварительный расчёт сдвижки пути в определённых точках (через 5-7 шпал). При подъезде рихтовочной машины к шпалам с помеченными размерами сдвижки оператор устанавливает переднюю точку трос-хорды на указанную отметку. Затем ведётся рихтовка по способу сглаживания. Для рихтовки переходных кривых составляются таблицы с указанием размеров сдвижки. Контрольная система рихтовочной машины снабжена самописцем для записи параметров пути на ленту. Производительность рихтовочной машины до 2 км/ч, сдвижка путевой решётки с рельсами Р65 до 100 миллиметров.

## Путерихтовщик
Путерихтовщик осуществляет выправку пути с поднятой путевой решёткой, для чего оборудован электромагнитами и вертикальными гидроцилиндрами, соединёнными с захватами рельсов. Основной рабочий механизм — рихтовочный рычаг — снабжён подрихтовочными и рихтовочными роликами. Рихтовка производится также способами сглаживания и по расчёту. В систему рихтовки входят рабочий и контрольный стрелографы, измерительные, регистрирующие и управляющие устройства. При рихтовке колёса 5 тележек рабочего стрелографа прижаты пневмоцилиндрами к рельсу. Рихтовка ведётся путём сравнения стрел прогибов тросов рабочего и контрольного стрелографов. Результаты замеров натурных стрел изгибов путевой решётки поступают в сельсины-датчики, связанные с трос-хордой измерительного стрелографа, передаются в сельсины-приёмннки, связанные с системой записи показаний на бумажной ленте, перемещаемой лентопротяжным механизмом с жёсткой передачей на масштабный каток, который движется по рельсу. График натурных стрел сравнивается с программой рихтовки и управляющая каретка при обводке программного задания подаёт сигнал включения гидроцилиндров сдвижки пути. Прямые участки рихтуют за один заезд, криволинейные — за два. Сначала делают натурный график, затем рихтуют по нему путь. Рабочая скорость рихтовочной машины до 10 км/ч, сдвижка путевой решётки до 260 миллиметров.

## МПР-1
Машина путевая рихтовочная МПР-1 предназначена для рихтовки железнодорожного пути в плане, планировки подъездов и рабочих площадок.
Область применения - строительство, переустройство и текущее содержание железнодорожных путей, например, для промышленного железнодорожного транспорта, применяемого в карьерах, на отвалах горных работ или на подъездных путях предприятий.
Достоинства:
- повышение коэффициента использования техники, так как навесное оборудование установлено на трактор, предусмотренный в технологии путевых работ
- повышение эффективности использования путевого хозяйства, потому что при производстве работ машина не занимает железнодорожный перегон
- повышение безопасности выполнения работ
- сокращение времени простоев горно-транспортного оборудования

Технические характеристики:
- Марка трактора — Б-10М
- Угол поворота рукояти — 93°
- Высота подъема рукояти — 1800 мм
- Максимальный радиус действия рукояти — 4,2 м
- Расстояние передвижки железнодорожного звена с одной установки трактора — не более 800 мм
- Габаритные размеры (длина х ширина х высота):
  - в транспортном положении — 5,6 х 3,2 х 3,4 м
  - в рабочем положении — 7,7 х 2,4 х 2,9 м
- Масса навесного оборудования — 1600 кг
- Масса эксплуатационная — 1900 кг

## В мире
На железных дорогах некоторых стран мира применяют рихтовочные машины, снабжённые ЭВМ, которая обеспечивает выправку прямых и криволинейных участков пути по заранее заданной программе.

## Перспективы развития
Перспективно создание рихтовочных машин, работающих в автоматическом режиме и перемещающихся при этом со скоростью 10—12 км/ч.